# Hyde Road
Hyde Road è stato uno stadio calcistico situato a West Gorton, nella città di Manchester, nel Regno Unito. Fu sede delle partite casalinghe del Manchester City e dei sodalizi suoi predecessori dal 1887 al 1923, fino al trasferimento del club nello stadio di Maine Road. Prendeva il nome da Hyde Road, una strada che inizia nell'estremità orientale di Ardwick Green South, ad Ardwick, e attraversa Hyde. Al confine tra Gorton e Denton continua con il nome di Manchester Road.
Prima di essere usato come campo di calcio il sito era costituito da terreno incolto. La prima tribuna fu costruita nel 1888, ma si dovette attendere il 1896 per la costruzione degli spogliatoi; fino a quella data i calciatori si cambiavano nel vicino hotel Hyde Road. Nel 1905 lo stadio giunse a ospitare 40 000 spettatori, in occasione della semifinale di Coppa d'Inghilterra tra Newcastle United e The Wednesday.
Gli spalti e le gradinate erano disposti in modo casuale a causa dei limiti di spazio e nel 1920 il club era diventato troppo importante per uno stadio così angusto. La decisione di cercare una sede alternativa divenne impellente nel novembre 1920, quando la tribuna principale andò distrutta in un incendio. Nel 1923 il Manchester City si trasferì quindi a Maine Road, uno stadio da 80 000 posti, e Hyde Road fu demolito poco dopo. Una parte della tettoia di Hyde Road fu venduta per essere impiegata al The Shay, stadio di Halifax dove è ancora in uso.

## Storia
Dalla nascita del club, nel 1880, il Manchester City – conosciuto dapprima come St Mark's (West Gorton), poi come West Gorton A.F.C. e dalla metà del 1884 solo come Gorton A.F.C. – aveva faticato a trovare una sede stabile in cui disputare le gare casalinghe. In origine la squadra giocava su un campo in erba accidentato situato vicino alla chiesa di origine, poi strinse un accordo con il Kirkmanshulme Cricket Club per la condivisione del terreno di gioco con quest'ultimo sodalizio, ma solo un anno più tardi il contratto fu stracciato. Altri tre campi di calcio furono poi realizzati su terreno incolto nelle quattro stagioni successive, ma tutti si rivelarono per varie ragioni inadeguati. Con il crollo dell'allestimento del quinto campo nel 1887 e le richieste del proprietario del Bulls Head Hotel, che pretendeva un aumento dell'affitto per l'uso di un campo vicino, il club fu costretto a cercare una sede alternativa. L'allora capitano Kenneth McKenzie scoprì un'area di terreno incolto su Hyde Road ad Ardwick, situata vicino al suo posto di lavoro, e informò la dirigenza del club. Lawrence Furniss, il segretario del club, si accertò che il terreno fosse di proprietà della Manchester, Sheffield and Lincolnshire Railway Company. A seguito di un'iniziale manifestazione di interesse del giocatore  Walter Chew, militante nel Gorton, all'agente immobiliare della compagnia ferroviaria Edwin Barker, Furniss e Chew negoziarono un contratto di locazione di sette mesi al costo di 10 sterline e il club cambiò il nome in Ardwick A.F.C.. Poche settimane dopo, utilizzando i materiali forniti dalla vicina compagnia edile Galloway Engineering Works, un rudimentale campo da calcio era pronto per l'uso. Il campo non aveva spogliatoi e le squadre si cambiavano in un vicino pub, l'Hyde Road Hotel, dove la squadra di calcio teneva riunioni d'affari. La prima area con posti a sedere dell'impianto fu costruita nel 1888, con la creazione di 1 000 posti, pagata dal birrificio Chesters in cambio del diritto di essere l'unico fornitore di alcol all'interno del campo. L'Ardwick fu ammesso alla Football League nel 1892. La prima partita di campionato disputata a Hyde Road fu una gara vinta per 7-0 dall'Ardwick contro Bootle il 3 settembre 1892. Due anni dopo il club fu rifondato assumendo il nome di Manchester City F.C..

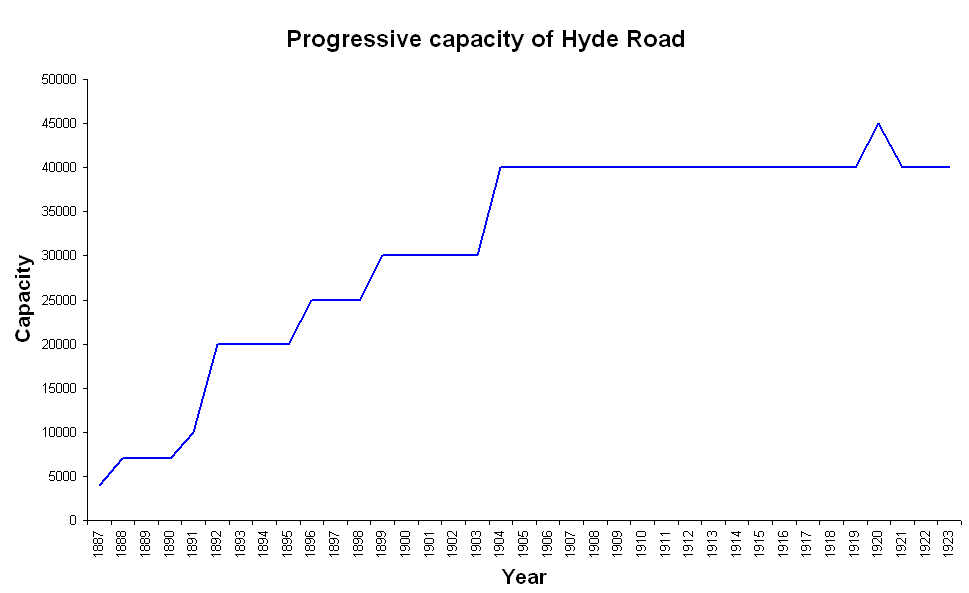
Come mostra questo grafico, da meno di 5 000 posti nel 1887, la capienza di Hyde Road raggiunse i 40 000 posti nel 1904.

La crescente popolarità della squadra di calcio portò in diverse occasioni ad apportare miglioramenti al terreno. Nel 1890 furono le migliorie costarono 600 sterline e nel 1896 furono forniti gli spogliatoi. Nel 1898 fu acquistata per 1 500 sterline una nuova gradinata nel 1904 furono apportati ammodernamenti per 2 000 sterline, con la capienza che salì a 40 000 posti con spalti su tre lati. Questo sviluppo portò Hyde Road a essere scelto per ospitare due partite prestigiose: una partita tra la lega inglese e la lega irlandese e una semifinale di FA Cup tra Newcastle United e The Wednesday. Nel 1910 venne realizzata una copertura a più campate sui tre lati del terreno precedentemente scoperti, ottenendo così una sistemazione coperta per 35 000 spettatori.
Malgrado i miglioramenti apportati, lo stadio manifestava problemi quando ospitava grandi folle, a causa della strettezza delle strade circostanti e della carenza di tornelli. Un giornalista del Manchester Football News riassunse le criticità di accesso in questi termini: "Il campo è un incubo quando piove e nel complesso l'accesso è senza dubbio il peggiore di tutti quelli che io conosca". A volte si verificavano ulteriori problemi sia all'interno sia all'esterno del terreno. Una partita di FA Cup del 1913 contro il Sunderland attirò un pubblico di 41 709 spettatori secondo le cifre ufficiali, ma ritenuto significativamente più numeroso. Un'ora prima del calcio d'inizio i cancelli erano chiusi e molti possessori di biglietto non poterono entrare. Il pubblico era così numeroso che una volta iniziata la partita iniziò a riversarsi in campo, situazione che peggiorò con il prosieguo della partita. Charles Buchan del Sunderland disse: "Prima dell'intervallo gli spettatori erano tre o quattro metri oltre le linee laterali". Un gol del Sunderland al 58' causò un'ulteriore invasione, costringendo l'arbitro ad sospendere la partita. Un'inchiesta della Football Association sugli eventi avvenuti sugli spalti diede luogo a un dibattito sulla questione del controllo della folla durante gli eventi sportivi. L'uso della polizia a cavallo era una questione particolarmente controversa. Il presidente del comitato chiedeva: "Se la palla colpisse un cavallo e la creatura si precipitasse tra la gente, chi sarebbe stato ritenuto responsabile di eventuali lesioni che potrebbero essere procurate?". Negli anni successivi il club pensò di trasferirsi, ma tra il 1912 e il 1914 il club affidò la rimodellazione di Hyde Road al famoso architetto Archibald Leitch, noto per i suoi lavori negli stadi calcistici e con cui lavorò a una soluzione.
Durante la sospensione dell'attività calcistica dovuta allo scoppio della prima guerra mondiale, la riqualificazione di Hyde Road fu sospesa e la sede fu utilizzata per ospitare 300 cavalli. Più tardi, durante il periodo bellico, il club divenne l'unico affittuario del terreno, non più dipendente dal sostegno del birrificio Chesters. A questo punto il canone di affitto annuale ammontava a 500 sterline. Nel 1920 lo stadio divenne il primo impianto calcistico fuori Londra ad essere visitato da un monarca regnante, re Giorgio V, che assistette alla partita tra Manchester City e Liverpool. Nel novembre 1920 un incendio causato da una sigaretta distrusse la tribuna principale e il Manchester City iniziò a cercare un nuovo stadio. k a new home. All'inizio si ipotizzò una condivisione dell'Old Trafford con il Manchester United, ma il canone di locazione richiesto dallo United fu proibitivo, per cui il Manchester City decise di riparare Hyde Road e continuare a giocare lì.
Nel 1922 fu annunciato il programma di trasferimento nello stadio di Maine Road, a Moss Side. L'ultima partita disputata dal Manchester City a Hyde Road fu una gara di campionato contro il Newcastle United giocata il 28 aprile 1923, Nell'agosto 1923 si tenne l'ultima partita di calcio nello stadio, una gara di allenamento. Il Manchester City iniziò la stagione sportiva 1923-1924 a Maine Road, impianto che aveva una capienza di 80 000 posti in piedi. Una parte della tettoia di Hyde Road fu smontata e venduta all'Halifax Town, che la utilizzò per lo stadio The Shay, dove è ancora in uso.